# هورنز کورنرز (ویسکانسین)
هورنز کورنرز (به انگلیسی: Horns Corners) یک منطقهٔ مسکونی در ایالات متحده آمریکا است که در شهرستان اوزاوکی، ویسکانسین واقع شده است. هورنز کورنرز ۲۵۶٫۹۵ متر بالاتر از سطح دریا واقع شده است.